# Emily Brydon
Emily Brydon, kanadska alpska smučarka, * 27. april 1980, Fernie, Britanska Kolumbija, Kanada.
Nastopila je na treh olimpijskih igrah, najboljšo uvrstitev je dosegla leta 2006 z devetim mestom v superveleslalomu. Na svetovnih prvenstvih je nastopila petkrat, najboljšo uvrstitev je dosegla leta  2001 s sedmim mestom v kombinaciji. V svetovnem pokalu je tekmovala dvanajst sezon med letoma 1998 in 2010 ter dosegla eno zmago in še osem uvrstitev na stopničke. V skupnem seštevku svetovnega pokala je bila najvišje na štirinajstem mestu leta 2008, leta 2005 je bila tretja v kombinacijskem seštevku.